# Der Meister mit den gebrochenen Händen
Der Meister mit den gebrochenen Händen (englischer Titel: Master with Cracked Fingers, Alternativtitel: The Master mit den gebrochenen Händen / Jackie Chan – Der Master mit den gebrochenen Händen / Jackie Chans Rache / Die Rache der Todesfaust / Der Tiger von Kwantungst) ein im Jahr 1979 in Hongkong veröffentlichter Martial-Arts-Film mit Jackie Chan in der Hauptrolle. Dabei handelt es sich um einen Neuschnitt von dem 1973 in geringer Zahl aufgeführten Film The Cub Tiger from Kwang Tung, aus dem die Originalszenen stammen.

## Handlung
In der Anfangsszene wird der Vater des jungen Jackie ermordet, da er sich weigert, wehrlose Dorfbewohner zu töten. Jackies Onkel verspricht dem sterbenden Vater, dass er sich um Jackie kümmern werde. Jackie möchte Kung Fu lernen, um den Tod seines Vaters rächen zu können. Doch der Onkel, der seit dem Tod seines Bruders jegliche Gewalt ablehnt, verbietet Jackie das Kämpfen. Dennoch trainiert der ungehorsame Junge heimlich bei einer Kung-Fu-Schule mit. Als er vom dortigen Lehrer weggejagt wird, trifft Jackie auf einen alten Bettler, der ihn weiter unterrichtet. Mit ungewöhnlichen Trainingsmethoden wird Jackie ein immer besserer Kämpfer, bis er sich schließlich im Schlusskampf am Mörder seines Vaters rächen kann.

## Kritik
„Die Überarbeitung einer der ersten Produktionen mit Jackie Chan, der sich damals noch Chan Yuan Lung nannte. Der Film wurde allerdings erst nach Chans Aufstieg zum Superstar in einer auf sein späteres Image zugeschnittenen Neubearbeitung in die Kinos gebracht. Großer Aufwand um ein einfallsloses Hongkong-Produkt, das vergeblich versucht, seine Schlägereien mit Scherzen aufzulockern.“

## Hintergrund
In The Cub Tiger from Kwang Tung spielte Jackie Chan seine erste Hauptrolle, doch diese Originalfassung wurde nur in geringer Zahl im Jahr 1973 in Hongkong gezeigt. Als Chan in den späten 1970ern seinen Durchbruch hatte, wurde mit wiederverwertetem Material aus anderen Filmen des Genres, wie z. B. Sie nannten ihn Knochenbrecher, der Film neu zusammengeschnitten und im Jahr 1979 auf den Markt gebracht. Außerdem wurde für mehrere neue Szenen ein Chan-Double verpflichtet. Erst 1981 erschien er auf Englisch.

## Fassungen
Der Film wurde in zahlreichen Fassungen wiederveröffentlicht und auf die internationalen Märkte gebracht. Die Originalversion von 1973 hat eine Laufzeit von 85 Minuten. Der Neuschnitt erschien in asiatischer (81'), englischer (83'), internationaler (78') und deutscher (72') Fassung. Es existiert auch eine noch kürzere Version. Eine deutschsprachige Variante stellt Die Rache der Todesfaust dar, eine weitere „The Master“ mit den gebrochenen Händen. Als Der Tiger von Kwantung erschien im November 2011 der Film im deutschsprachigen Raum erstmals ungeschnitten auf DVD.

## Alternative Titel
- Originaltitel – Urfassung – Guangdong xiao laohu – 廣東小老虎,  Guǎngdōng xiǎo lǎohǔ, Jyutping Gwong2dung1 siu2 lou5fu2 (1973)[4]
- Originaltitel – Neufassung – Diaoshou guaizhao – 刁手怪招,  Diāoshǒu guàizhāo, Jyutping Diu1sau2 gwaai3ziu1 (1979)[5]
- Australien – Ten Fingers of Death
- Brasilien – As Garras do Dragão / Garras de Águia / Punhos de Serpente / Quebrando Limites / телят със счупените пръсти
- Dänemark – Dragen går amok (8. April 1983)
- Deutschland – Der Meister mit den gebrochenen Händen / Der Tiger Von Kwantung / 'The Master' mit den gebrochenen Händen (16. Oktober 1981)
- Finnland – Tappavat kädet
- Frankreich – La rage du vainqueur (1. Juli 1981)
- Griechenland –  Jackie Chan: I bouldoza tou karate
- Hongkong – Little Tiger from Kwantung, Little Tiger of Canton, Marvellous Fists – 唐山師兄弟,  Tángshān Shīxiōngdì, Jyutping Tong4saan1 Si1hing1daai6*2 (1973)[4]
- Hongkong – Master with Crack Fingers, Kung Fu Students, Snake Fist Fighter, Ten Fingers of Death, Tang Shan shi xiong di – 唐山師兄弟,  Tángshān Shīxiōngdì, Jyutping Tong4saan1 Si1hing1daai6*2 (1979)[5]
- Japan – ジャッキー・チェンの必殺鉄指拳
- Mexiko – El maestro con los dedos rotos
- Norwegen – Hender som dreper (1982)
- Peru – El maestro con los dedos rotos (1983)
- Portugal – A Raiva do Vencedor (30. März 1982)
- Sowjetunion – Мастер со сломанными пальцами
- Spanien – La furia de Jackie
- Schweden – Händer som dödar
- Taiwan – Marvellous Fists
- Türkei – En büyük ustamdı (Oktober 1982)
- Ungarn – Kung-fu kölyök
- Vereinigtes Königreich Snake Fist Fighter
- Vereinigte Staaten – Snake Fist Fighter / Snake Fist Ninja / Ten Fingers of Death (6. März 1981)
- Weltweit – Guang Dong xiao lao hu / Last Tiger from Canton / Master with Cracked Fingers / Stranger in Hong Kong[6]

Quelle: Hong Kong Movie Database